# 774
| 774                |
| ------------------ |
| Dødsfald - Fødsler |
|                    |

| Gregoriansk kalender | 774 DCCLXXIV            |
| Ab urbe condita      | 1527                    |
| Armensk kalender     | 223 ԹՎ ՄԻԳ              |
| Kinesiske kalender   | 3470 – 3471 癸丑 – 甲寅 |
| Etiopisk kalender    | 766 – 767               |
| Jødisk kalender      | 4534 – 4535             |
| Hindukalendere       |                         |
| - Vikram Samvat      | 829 – 830               |
| - Shaka Samvat       | 696 – 697               |
| - Kali Yuga          | 3875 – 3876             |
| Iransk kalender      | 152 – 153               |
| Islamisk kalender    | 157 – 158               |

Se også 774 (tal)

## Begivenheder
- 4. december - Karl den Store bliver konge af det samlede Frankerrige efter hans bror og medregent, Karlomans død

## Dødsfald
| År | Spire Denne artikel om et år, årti, århundrede eller årtusinde er en spire som bør udbygges. Du er velkommen til at hjælpe Wikipedia ved at udvide den. |